# Wester-Ohrstedt
Wester-Ohrstedt település Németországban, Schleswig-Holstein tartományban. Lakosainak száma 1118 fő (2023. december 31.).

## Népesség
A település népességének változása:
| Lakosok száma | 865  | 1036 | 1066 | 1052 | 1082 | 1118 |
|               | 1975 | 2017 | 2019 | 2021 | 2022 | 2023 |